# Rizvan Ablitarov
Rizvan Rešatovyč Ablitarov (in ucraino Різван Решатович Аблітаров?; Shahrisabz, 18 aprile 1989) è un calciatore ucraino, difensore del Kyzyltaš.

## Carriera

### Club
Ha giocato nella prima divisione dei campionati lettone, ucraino e kazako.

### Nazionale
Ha giocato nelle nazionali giovanili ucraine Under-18 ed Under-19.